# Märkisches Schichtrippenland
Das Märkische Schichtrippenland ist eine naturräumliche Einheit mit der Ordnungsnummer 3371.13.
Das Märkische Schichtrippenland erstreckt sich in Ost-West-Richtung auf dem Stadtgebiet der Städte Hattingen (das ganze südliche Stadtgebiet mit dem Erholungsraum Elfringhauser Schweiz), Sprockhövel (ganzes Stadtgebiet mit Ausnahme von Haßlinghausen), Witten (Ortsteile südöstlich der Ruhr) und Wetter (Ruhr) (Ortsteile Wengern, Esborn, Albringhausen, Grundschöttel). Im Norden liegt naturräumlich das Ruhrtal (Ordnungsnummer 3371.2), im Süden der Haßlinghauser Rücken (3371.15). Im Westen geht das Schichtrippenland, grob getrennt vom Deilbach, in das Hardenberger Hügelland (3371.12) über,  im Nordwesten liegt der Voßnacken (3371.11) und das Ruhrschichtrippenland (3371.14) und im Osten im Ruhrtal die Ardeypforte (3371.4).
Das Märkische Schichtrippenland ist ein äußerst stark strukturiertes Hügelland mit schmalen, in Streichrichtung des Rheinischen Schiefergebirges von Südwest nach Nordost verlaufenden Höhenzügen, die sich mit parallel laufenden Senken abwechseln. Von Südost nach Nordwest dacht das Gelände allmählich von 300 m auf 200 m ab. Die vorherrschenden gefalteten Gesteine des produktiven Karbons, Sandsteine, Quarzite und Konglomerate, sind hart und treten auf den verwitterten Kämmen zutage. In den Senken befinden sich weiche Ton- und Ziegelschiefer, sowie Tonstein. Flöze von Magerkohle streichen im Naturraum aus und wurden früh abgebaut.
Das Gelände entwässert gemäß der Abdachung nach Norden in die Ruhr. Die Hauptfließgewässer haben beim Durchbrechen der Höhenzüge tiefe Engtäler gebildet, deren Nebengewässer oft von Talwasserscheiden getrennt sind. Während die Rücken und deren steilwandigen Hänge häufig bewaldet sind, befinden sich in den Senken und flacheren Hängen Rodungsflächen, die überwiegend agrarisch genutzt werden.